# Cascades Mokau
Les cascades Mokau són unes cascades situades prop de Mokau, al llac Waikaremoana de Nova Zelanda.